# Реакція Мейгена
Реакція Мейгена, Реакція Мейґена (рос. реакция Мейгена, англ. Meigen’s reaction, нім. Meigen-Reaction f) — у мінералогії — якісна реакція, що дає можливість відрізнити кальцит від арагоніту після кип'ятіння в розчині азотнокислого кобальту(II); тоді арагоніт стає фіолетовим, а кальцит — білим (N. Meigen, 1902).